# Камил Заят
Камил Заят (на френски: Kamil Zayatte; роден на 7 март 1985 в Конакри) е гвинейски футболист, който играе като защитник. Състезател на английския Шефилд Уензди.